# Dendrocerus liebscheri
Dendrocerus liebscheri är en stekelart som beskrevs av Paul Dessart 1972. Dendrocerus liebscheri ingår i släktet Dendrocerus och familjen trefåresteklar. Arten är reproducerande i Sverige. Inga underarter finns listade i Catalogue of Life.